# Xocar els cinc

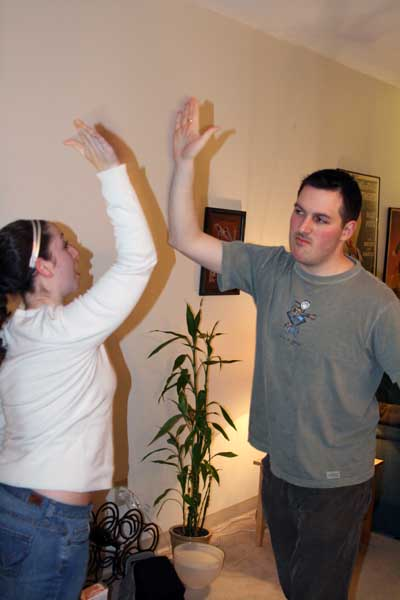
Dues persones xocant els cinc.

Xocar els cinc és un gest de celebració realitzat per dues persones en què cada una aixeca la seva mà per donar un copet a la mà de l'altre, normalment per comunicar satisfacció mútua o per felicitar algú. L'expressió que s'utilitza per comunicar el desig de realitzar el gest sol ser "xoca aquests cinc!", on el terme "cinc" fa referència als dits de la mà. A més del gest estàndard, hi ha moltes variants que afegeixen exclusivitat a l'experiència.
«Xocar les cinc» és una traducció de l'expressió anglesa «High five» («Give me five»). Hi ha diverses teories sobre l'origen d'aquest gest, però hi ha un cas documentat força conegut: el dels jugadors de l'equip de beisbol professional Dusty Baker i Glenn Burke de Los Angeles Dodgers el 2 d'octubre de 1977.